# Easy Come, Easy Go (album)
Easy Come, Easy Go – album zespołu 2 plus 1, wydany w 1980 roku przez wytwórnię Wifon.

## Ogólne informacje
Był to pierwszy międzynarodowy album grupy, w całości nagrany w języku angielskim. Tym razem za brzmienie albumu odpowiedzialny nie był Janusz Kruk, a niemieccy producenci. Zespołowi w studio towarzyszyli także amerykańscy muzycy. Brzmieniowo płyta jest utrzymana w stylu pop-rockowym z domieszką disco i country, a wiodący wokal we wszystkich kompozycjach obejmuje Elżbieta Dmoch.
Płyta stała się wielkim hitem wydawniczym w wielu krajach. Największe przeboje pochodzące z longplaya to utwór tytułowy i „Singapore”. Zespół promował album i tytułowy singel w takich programach jak Ein Kessel Buntes (gdzie oprócz „Easy Come, Easy Go” wykonał niemiecką wersję „O leli lo!”) czy Musikladen, gdzie 18 października 1979 roku zaprezentował się obok najmodniejszych wówczas gwiazd. 
Za granicą płyta została wydana przez wytwórnię Autobahn. W Polsce ukazała się dzięki wytwórni Wifon na licencji Autobahn. Album nie został wydany na CD w swojej oryginalnej formie. Dostępna jest jedynie kompilacja Easy Come, Easy Go/Warsaw Nights ...and More zawierająca wybrane piosenki z obu anglojęzycznych płyt zespołu.

## Lista utworów
Strona A:
| 1. | „Easy Come, Easy Go”          | 3:17  |
|    |                               |       |
| 2. | „More”                        | 3:22  |
|    |                               |       |
| 3. | „Sad Is the Heart”            | 3:40  |
|    |                               |       |
| 4. | „Keep Your Hands to Yourself” | 2:41  |
|    |                               |       |
| 5. | „You Won't See Me Crying”     | 3:27  |
|    |                               |       |
| 6. | „Calico Girl”                 | 3:24  |
|    |                               |       |
|    |                               | 19:51 |
|    |                               |       |
Strona B:
| 1. | „Jumbo Jumbo”       | 3:18  |
|    |                     |       |
| 2. | „Allah Inch' Allah” | 3:47  |
|    |                     |       |
| 3. | „My Gipsy Lady”     | 4:10  |
|    |                     |       |
| 4. | „Singapore”         | 3:54  |
|    |                     |       |
| 5. | „Silver arrows”     | 3:35  |
|    |                     |       |
|    |                     | 18:44 |
|    |                     |       |

## Twórcy
2 plus 1:
- Elżbieta Dmoch – śpiew
- Janusz Kruk – śpiew
- Cezary Szlązak – śpiew

Muzycy towarzyszący:
- Billy Lang – gitara
- Frank Baum – gitara
- Mats Bjoerklund – gitara
- Paul Vincent – gitara
- Peter Risavy – gitara
- Siegfried Schwab – gitara
- Jeff Stradling – instrumenty klawiszowe
- Hermann Weindorf – instrumenty klawiszowe
- Kristian Schultze – instrumenty klawiszowe
- Max Greger Jr. – instrumenty klawiszowe
- Gary Unwin – gitara basowa
- Kelly Brian – gitara basowa
- Curt Cress – perkusja, instrumenty perkusyjne
- Elmar Schmid – perkusja, instrumenty perkusyjne
- Keith Forsay – perkusja, instrumenty perkusyjne
- Todd Canedy – perkusja, instrumenty perkusyjne
- Pit Trojer – perkusja